# Ligetszépeolaj
A ligetszépeolaj a parlagi ligetszépe (Oenothera biennis) növényből készült olaj, melyet egészségi problémák kezelésére javasolnak.
A növényt már a dél-amerikai indiánok körében is népszerű volt bőrproblémák kezelésére, sebgyógyításra, belsőleg pedig az asztma és megfázás ellen használták. A XVII. században jutott el a növény Angliába, ahol hamarosan „a király mindent gyógyító szere” elnevezéssel illették.
A ligetszépe olajában két fontos telítetlen zsírsav található: a linolsav (esszenciális zsírsav [régi neve F-vitamin], az olaj mintegy 72%-a) és a gamma-linolénsav (mely az olaj közel 9%-át teszi ki). Az előbbi véd a szívbetegségek, agyvérzés, magas vérnyomás és elhízás ellen[forrás?], az utóbbi pedig a szervezet számára fontos prosztaglandinok forrásaként szolgál, melyek csökkentik a vérnyomást, mérséklik a vérrögök képződésének esélyét, fokozzák az immunrendszer teljesítőképességét és javítják az agyfunkciókat. A növény olaja a biológiailag aktív esszenciális zsírsavak leggazdagabb természetes forrása.
A reumás ízületi gyulladással kapcsolatos kutatásokban a kettős vak kísérletek szerint a betegek 83%-ánál nagyon nagy mértékben csökkentette a panaszokat.
Az olaj segítheti az alkoholról való leszokást is, mivel ellensúlyozza az alkohol által gátolt gamma-linolénsav előállítását, így csökkenti az elvonással járó depressziót.
Mivel a telítetlen zsírsavak fokozottan érzékenyek a szabad gyökök károsító hatásaira, e folyamatban maguk is károssá válhatnak, ezért aki jelentősebb mennyiségben fogyaszt ligetszépe olajat, annak ajánlott az antioxidáns táplálék-kiegészítés.[forrás?]